# .jobs
.jobs è un dominio di primo livello generico.
È gestito dalla limited liability company Employ Media.
Lo scopo del dominio è separare i contenuti relativi al lavoro da quelli di natura commerciale. Tra le aziende che utilizzano tale dominio figurano Amazon, Indeed e AT&T.